# Абрагам Дербі II
Абрагам Дербі ІІ (англ. Abraham Darby II) (12 березня 1711, Колбрукдейл, Шропшир — 31 березня 1763) — англійський промисловець. Син Абрагама Дербі І. Батько Абрагама Дербі ІІІ. 1735 року вперше в історії доменного виробництва випрацював доменну плавку повністю на коксі, без домішки деревного вугілля.
Як і його батько, Абрагам Дербі ІІ був квакером. З 1730 року став головою чавуноливарного заводу у Колбрукдейлі. За нього завод був розширений, доменний процес значно покращений. Виплавка чавуну на його заводі зросла до небувалих тоді ні в кого ще розмірів — 1365 пудів на тиждень. Однак, процес впровадження коксу в Англії йшов повільно і ще 1747 року завод у Колбрукдейлі був єдиний, де доменна плавка провадилася на коксі.